# Gutenbergschule Frankfurt am Main

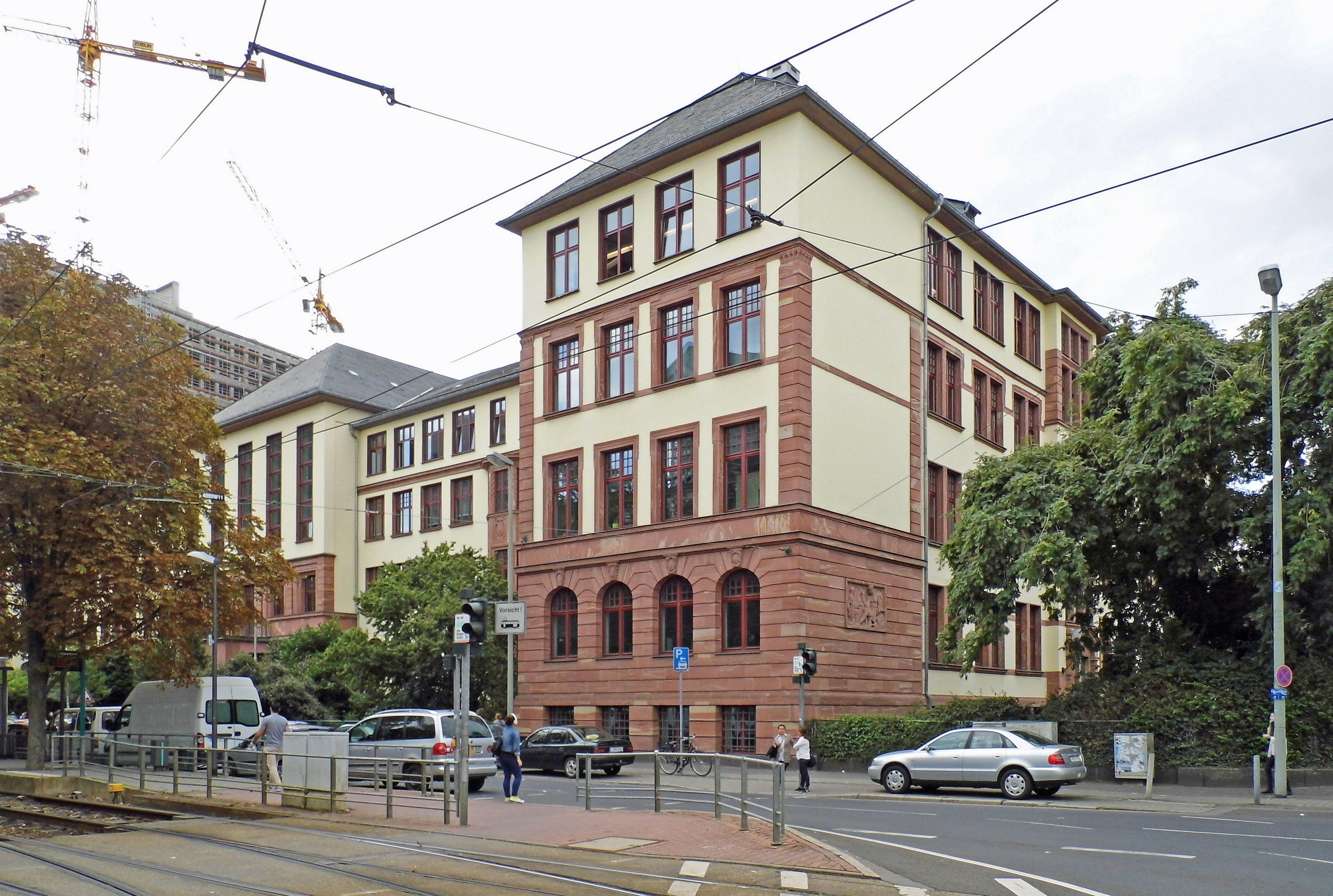
Die Gutenbergschule an der Hamburger Allee (2011)

Die Gutenbergschule in Frankfurt am Main ist eine weiterführende Schule mit Berufsfachschule und Fachoberschule im Frankfurter Stadtteil Bockenheim in der Hamburger Allee.
Der Name der Schule nimmt Bezug auf den Erfinder, Schriftsetzer und Drucker Johannes Gutenberg (1400–1468), da die Schule heute unter anderem im Bereich Druck- und Medientechnik ausbildet.
Das Schulgebäude, Architekt war Magistratsbaurat Rudolf Reinicke (1870–1939), wurde von 1908 bis 1911 in Stil des Historismus errichtet. Zunächst als Mittelschule („Varrentrapp-Schule“) genutzt, die Margot Frank, Schwester von Anne Frank besuchte, wurde das Gebäude nach starken Beschädigungen im Zweiten Weltkrieg bis zum Jahr 1955 wiederaufgebaut. In den Jahren 1999 („Bismarck-Schule“) erfolgte der Umbau und von 2001 bis 2003 eine grundlegende Sanierung und Erweiterung. Danach war dort der Sitz der Werner-von-Siemens-Schule, die heute in einem Neubau im Gallusviertel untergebracht ist.
Der Gebäudekomplex steht unter Denkmalschutz des Landes Hessen.
Die Gutenbergschule war einer der Produktionsorte für den Film Verrückt nach Fixi.